# Adrienne Vrisekoop
Adriana (Adrienne) Vrisekoop Sterk (Amsterdam, 17 december 1946) is een voormalig Nederlands advocaat, mediator en oud-politicus voor D66.

## Leven en werk
Vrisekoop studeerde rechten aan de Universiteit van Amsterdam (destijds GU) en was van 1979 to 2011 werkzaam als advocaat; van 1979 tot 1981 in Haarlem en vanaf 1981 in Amsterdam, later als firmant in het advocatenkantoor Vrisekoop, Majoor, Van Spaendonck, Brainich von Brainich Felth en Jankovich te Amsterdam. In 1991 werd ze namens D66 lid van de Eerste Kamer der Staten-Generaal (1991-1999). Ze was woordvoerder Justitie waarbij haar ervaring als advocaat vaak van pas kwam. Ze was daarnaast onder andere woordvoerder Verkeer en Waterstaat en Landbouw. Vanaf 2002 was ze ook werkzaam als mediator; daarbij was ze vanaf 2004 tot 2010 secretaris van de vereniging Advocaten Mediators. Ze bekleedde diverse commissariaten en bestuursfuncties en was kroonlid van het College van Toezicht op de kansspelen (1996-2012). 
Na het faillissement van Landis (8 juli 2002), waar Vrisekoop commissaris was, is een strafzaak gevoerd over onregelmatigheden in optieovereenkomsten. De Rechtbank Amsterdam veroordeelde haar daarvoor in eerste aanleg (december 2004) maar het hof Amsterdam sprak haar vrij (30 mei 2007) welk arrest werd bekrachtigd door de Hoge Raad op 6 juli 2010.
Vrisekoop is vanaf 1984 lid van de wereldwijde vrouwenorganisatie Soroptimist International. Als voorzitter van de daaraan gelieerde stichting Algemeen Fonds heeft zij zich ingespannen om een buitengewoon hoogleraarschap te realiseren aan de Universiteit Utrecht, Mensenrechteneducatie (HRE). Deze leerstoel werd mogelijk gemaakt door een omvangrijke erfenis van een van de leden van Soroptimist International. 
Vrisekoop heeft in 2011 haar advocaten/mediationpraktijk beëindigd en is met haar echtgenoot grote zeiltochten gaan maken in Europa, het Caraïbisch gebied en Noord-Amerika. 